# Wilhelm Weise (Mediziner, 1936)
Wilhelm Weise (* 6. März 1936; † 6. März 2012 in Berlin) war ein deutscher Mediziner. Er leitete von 1985 bis 1990 das Robert-Koch-Institut in Berlin.

## Leben
Nach dem Medizinstudium wurde Weise 1964 an der Freien Universität Berlin zum Dr. med. promoviert und absolvierte die Ausbildung zum Facharzt für Innere Medizin. Ab 1971 war er am Robert-Koch-Institut in Berlin tätig, wo er die Laboratoriumsgruppe für Blutgruppenforschung und Blutspendewesen leitete.
Bis 1984 gehörte Wilhelm Weise der kollektiven Leitung des Instituts an, bevor er 1985 dessen Direktor wurde. 1990 wechselte Weise als Ärztlicher Direktor des Blutspendedienstes des Bayerischen Roten Kreuzes nach München, wo er im Sommer 2000 ausschied und in den Ruhestand ging.
Wilhelm Weise starb an seinem 76. Geburtstag und wurde auf dem Waldfriedhof Zehlendorf in Berlin beigesetzt.

### Korruptionsvorwürfe und AIDS-Skandal
Bereits in den 1980er Jahren wurden durch das Bundesgesundheitsamt gegen Weise interne Untersuchungen wegen seiner umfangreichen und hochdotierten Nebentätigkeit als Gutachter geführt. 1984 soll er mit seiner Stellungnahme den Erlass einer Vorschrift zur virussicheren Herstellung von Gerinnungspräparaten für Bluter verzögert haben. Ihm wurde später zum Vorwurf gemacht, seine Einflussnahme hätte den Herstellern, insbesondere Blutspendediensten einiger Landesverbände des DRK, wirtschaftliche Vorteile verschafft, während zwischen 1985 und 1988 etwa 2500 Bluter durch deren Präparate eine HIV-Infektion erlitten haben sollen. Weise selbst hatte bereits 1979 im Zusammenhang mit Hepatitis-infiziertem Blut vor der Ansteckung durch Blutübertragung gewarnt und Maßnahmen dagegen eingefordert.

## Schriften
- Untersuchungen über die Wirkung von Vitamin A auf die Fertilität der Ratte. Dissertation, Berlin 1964
- Leukozytengruppen und Bluttransfusion. In: Blut – Zeitschrift für die gesamte Blutforschung, Bd. 27, H. 1, Juli 1973
- (Hrsg.) Der Durchbruch der Mikrobiologie zur selbständigen Disziplin. Berlin 1983, ISBN 3-496-02150-0